# Gnadenhutten
Gnadenhutten – wieś w Stanach Zjednoczonych Ameryki, w stanie Ohio, w hrabstwie Tuscarawas. Nazwa wsi pochodzi z języka niemieckiego i oznacza „altany łaski”. Aktualnie (2014) burmistrzem jest David Zimmerman.
8 marca 1782 osadnicy zamordowali 96 Indian Lenape (Delawarów). 
Liczba mieszkańców w 2010 roku wynosiła 1288, a w roku 2012 wynosiła 1281 osób.